# Központi divízió (NHL)
A központi divízió a National Hockey League Nyugati főcsoportjában található és a csendes-óceáni divízióval együtt alkotják azt. 1993-ban alapították. A Norris divízió jogutódjaként lehet felfogni. Jelenleg 7 csapat található benne.

## Jelenlegi divízió tagok
- Chicago Blackhawks
- Colorado Avalanche
- Dallas Stars
- Minnesota Wild
- Nashville Predators
- St. Louis Blues
- Winnipeg Jets

## A divízió története és alakulása

### 1993–1996
- Chicago Blackhawks
- Dallas Stars
- Detroit Red Wings
- St. Louis Blues
- Toronto Maple Leafs
- Winnipeg Jets

#### 1992–1993-as változások
- A Központi divíziót megalapították az NHL átszerveződés miatt.
- A Minnesota North Stars átköltözött Dallasba és létre jött a Dallas Stats.
- A Chicago Blackhawks, a Dallas Stars, a Detroit Red Wings, a St. Louis Blues, és a Toronto Maple Leafs csatlakozott a megszűnt Norrisból.
- A Winnipeg Jets csatlakozott a Smythe-ből.

### 1996–1998
- Chicago Blackhawks
- Dallas Stars
- Detroit Red Wings
- Phoenix Coyotes
- St. Louis Blues
- Toronto Maple Leafs

#### 1995–1996-os változások
- A Winnipeg Jets átköltözött Phoenix-be és létrejött a Phoenix Coyotes

### 1998–2000
- Chicago Blackhawks
- Detroit Red Wings
- Nashville Predators
- St. Louis Blues

#### 1997–1998-as változások
- A Dallas Stars és a Phoenix Coyotes csatlakozott a Csendes-óceáni divízióba
- A Toronto Maple Leafs csatlakozott az Északkeleti divízióba
- A Nashville Predators csatlakozott, mint új csapat.

### 2000–2013
- Chicago Blackhawks
- Columbus Blue Jackets
- Detroit Red Wings
- Nashville Predators
- St. Louis Blues

#### 2000–2001-es változások
- A Columbus Blue Jackets csatlakozott mint új csapat

### 2013–jelenleg
- Chicago Blackhawks
- Colorado Avalanche
- Dallas Stars
- Minnesota Wild
- Nashville Predators
- St. Louis Blues
- Winnipeg Jets

#### 2013-as változások
- Az Északnyugati divíziót megszünt a nagy átszervezés miatt.
- A Columbus Blue Jackets átkerült a Világvárosi divízióba.
- A Detroit Red Wings átkerült az Atlanti divízióba.
- A Colorado Avalanche és Minnesota Wild átjött az Északnyugati divízióból.
- A Dallas Stars átjött a Csendes-óceáni divízióból.
- A Winnipeg Jets átjött a Délkeleti divízióból.

## Divízió bajnokok
- 1994—Detroit Red Wings (46–30–8, 100 pont)
- 1995—Detroit Red Wings (33–11–4, 70 pont)
- 1996—Detroit Red Wings  (62–13–7, 131 pont)
- 1997—Dallas Stars (48–26–8, 104 pont)
- 1998—Dallas Stars (49–22–11, 109 pont)
- 1999—Detroit Red Wings  (43–32–7, 93 pont)
- 2000—St. Louis Blues (51–19–11–1, 114 pont)
- 2001—Detroit Red Wings  (49–20–9–4, 111 pont)
- 2002—Detroit Red Wings  (51–17–10–4, 116 pont)
- 2003—Detroit Red Wings  (48–20–10–4, 110 pont)
- 2004—Detroit Red Wings  (48–21–11–2, 109 pont)
- 2005—Nem volt szezon az NHL-lockout miatt
- 2006—Detroit Red Wings  (58–16–8, 124 pont)
- 2007—Detroit Red Wings  (50–19–13, 113 pont)
- 2008—Detroit Red Wings  (54–21–7, 115 pont)
- 2009—Detroit Red Wings  (51–21–10, 112 pont)
- 2010—Chicago Blackhawks (52–22–8, 112 pont)
- 2011—Detroit Red Wings  (47–25–10, 104 pont)
- 2012—St. Louis Blues (49–22–11, 109 pont)
- 2013—Chicago Blackhawks (36–7–5, 77 pont)
- 2014—Colorado Avalanche (52–22–8, 112 pont)
- 2015—St. Louis Blues (51–24–7, 109 pont)
- 2016—Dallas Stars (50–23–9, 109 pont)
- 2017—Chicago Blackhawks (50–23–9, 109 pont)
- 2018—Nashville Predators (53–18–11, 117 pont)
- 2019—Nashville Predators (47–29–6, 100 pont)
- 2020—St. Louis Blues (42–19–10, 94 pont)

## Divízió eredmények
| Szezon     | 1.                                                 | 2.                                                 | 3.                                                 | 4.                                                 | 5.                                                 | 6.                                                 | 7.                                                 |  |
| ---------- | -------------------------------------------------- | -------------------------------------------------- | -------------------------------------------------- | -------------------------------------------------- | -------------------------------------------------- | -------------------------------------------------- | -------------------------------------------------- |  |
| 1993–1994  | Detroit (100)                                      | Toronto (98)                                       | Dallas (97)                                        | St. Louis (91)                                     | Chicago (87)                                       | Winnipeg (57)                                      |                                                    |  |
| *1994–1995 | Detroit (70)                                       | St. Louis (61)                                     | Chicago (53)                                       | Toronto (50)                                       | Dallas (42)                                        | Winnipeg (39)                                      |                                                    |  |
| 1995–1996  | Detroit (131)                                      | Chicago (94)                                       | Toronto (80)                                       | St. Louis (80)                                     | Winnipeg (78)                                      | Dallas (66)                                        |                                                    |  |
| 1996–1997  | Dallas (104)                                       | Detroit (94)                                       | Phoenix (83)                                       | St. Louis (83)                                     | Chicago (81)                                       | Toronto (68)                                       |                                                    |  |
| 1997–1998  | Dallas (109)                                       | Detroit (103)                                      | St. Louis (98)                                     | Phoenix (82)                                       | Chicago (73)                                       | Toronto (69)                                       |                                                    |  |
| 1998–1999  | Detroit (93)                                       | St. Louis (87)                                     | Chicago (70)                                       | Nashville (63)                                     |                                                    |                                                    |                                                    |  |
| 1999–2000  | St. Louis (114)                                    | Detroit (108)                                      | Chicago (78)                                       | Nashville (70)                                     |                                                    |                                                    |                                                    |  |
| 2000–2001  | Detroit (111)                                      | St. Louis (103)                                    | Nashville (80)                                     | Chicago (71)                                       | Columbus (71)                                      |                                                    |                                                    |  |
| 2001–2002  | Detroit (116)                                      | St. Louis (98)                                     | Chicago (96)                                       | Nashville (69)                                     | Columbus (57)                                      |                                                    |                                                    |  |
| 2002–2003  | Detroit (110)                                      | St. Louis (99)                                     | Chicago (79)                                       | Nashville (74)                                     | Columbus (69)                                      |                                                    |                                                    |  |
| 2003–2004  | Detroit (109)                                      | St. Louis (91)                                     | Nashville (91)                                     | Columbus (62)                                      | Chicago (59)                                       |                                                    |                                                    |  |
| 2004–2005  | A szezon elmaradt a 2004–2005-ös NHL-lockout miatt | A szezon elmaradt a 2004–2005-ös NHL-lockout miatt | A szezon elmaradt a 2004–2005-ös NHL-lockout miatt | A szezon elmaradt a 2004–2005-ös NHL-lockout miatt | A szezon elmaradt a 2004–2005-ös NHL-lockout miatt | A szezon elmaradt a 2004–2005-ös NHL-lockout miatt | A szezon elmaradt a 2004–2005-ös NHL-lockout miatt |  |
| 2005–2006  | Detroit (124)                                      | Nashville (106)                                    | Columbus (74)                                      | St. Louis (65)                                     | Chicago (57)                                       |                                                    |                                                    |  |
| 2006–2007  | Detroit (113)                                      | Nashville (110)                                    | St. Louis (81)                                     | Columbus (73)                                      | Chicago (71)                                       |                                                    |                                                    |  |
| 2007–2008  | Detroit (115)                                      | Nashville (91)                                     | Chicago (88)                                       | Columbus (80)                                      | St. Louis (79)                                     |                                                    |                                                    |  |
| 2008–2009  | Detroit (112)                                      | Chicago (104)                                      | St. Louis (92)                                     | Columbus (92)                                      | Nashville (88)                                     |                                                    |                                                    |  |
| 2009–2010  | Chicago (112)                                      | Detroit (102)                                      | Nashville (100)                                    | St. Louis (90)                                     | Columbus (79)                                      |                                                    |                                                    |  |
| 2010–2011  | Detroit (104)                                      | Chicago (99)                                       | Nashville (97)                                     | St. Louis (87)                                     | Columbus (81)                                      |                                                    |                                                    |  |
| 2011–2012  | St. Louis (109)                                    | Nashville (104)                                    | Detroit (102)                                      | Chicago (101)                                      | Columbus (65)                                      |                                                    |                                                    |  |
| *2012–2013 | Chicago (77)                                       | St. Louis (60)                                     | Detroit (56)                                       | Columbus (55)                                      | Nashville (41)                                     |                                                    |                                                    |  |
| 2013–2014  | Colorado (112)                                     | St. Louis (111)                                    | Chicago (107)                                      | Minnesota (98)                                     | Dallas (91)                                        | Nashville (88)                                     | Winnipeg (84)                                      |  |
| 2014–2015  | St. Louis (109)                                    | Nashville (104)                                    | Chicago (102)                                      | Minnesota (100)                                    | Winnipeg (99)                                      | Dallas (92)                                        | Colorado (90)                                      |  |
| 2015–2016  | Dallas (109)                                       | St. Louis (107)                                    | Chicago (103)                                      | Nashville (96)                                     | Minnesota (87)                                     | Colorado (82)                                      | Winnipeg (78)                                      |  |
| 2016–2017  | Chicago (109)                                      | Minnesota (106)                                    | St. Louis (99)                                     | Nashville (94)                                     | Winnipeg (87)                                      | Dallas (79)                                        | Colorado (48)                                      |  |
| 2017–2018  | Nashville (117)                                    | Winnipeg (114)                                     | Minnesota (101)                                    | Colorado (95)                                      | St. Louis (94)                                     | Dallas (92)                                        | Chicago (76)                                       |  |
| 2018–2019  | Nashville (100)                                    | Winnipeg (99)                                      | St. Louis (99)                                     | Dallas (93)                                        | Colorado (90)                                      | Chicago (84)                                       | Minnesota (83)                                     |  |

- Zölddel azok vannak jelölve, akik bejutottak a rájátszásba.
- Az 1994–1995-ös szezon rövidített volt (48 mérkőzés)
- A 2012–2013-as szezon rövidített volt (48 mérkőzés)

## Stanley-kupa-győztesek
1. 1997 – Detroit Red Wings
2. 1998 – Detroit Red Wings
3. 2002 – Detroit Red Wings
4. 2008 – Detroit Red Wings
5. 2010 – Chicago Blackhawks
6. 2013 – Chicago Blackhawks
7. 2015 – Chicago Blackhawks
8. 2019 – St. Louis Blues

## Elnöki trófeagyőztesek
1. 1995 – Detroit Red Wings
2. 1996 – Detroit Red Wings
3. 1998 – Dallas Stars
4. 2000 – St. Louis Blues
5. 2002 – Detroit Red Wings
6. 2004 – Detroit Red Wings
7. 2006 – Detroit Red Wings
8. 2008 – Detroit Red Wings
9. 2013 – Chicago Blackhawks
10. 2018 – Nashville Predators

## Divízió győzelmek száma
| Csapat                               | #  | Utolsó |
| ------------------------------------ | -- | ------ |
| Detroit Red Wings                    | 13 | 2011   |
| St. Louis Blues                      | 4  | 2020   |
| Chicago Blackhawks                   | 3  | 2017   |
| Dallas Stars                         | 3  | 2016   |
| Nashville Predators                  | 2  | 2019   |
| Colorado Avalanche                   | 1  | 2014   |
| Minnesota Wild                       | 0  | —      |
| Winnipeg Jets                        | 0  | —      |
| Columbus Blue Jackets                | 0  | —      |
| Toronto Maple Leafs                  | 0  | —      |
| Winnipeg Jets (régi)/Phoenix Coyotes | 0  | —      |